# Stockholmsutställningen 1866

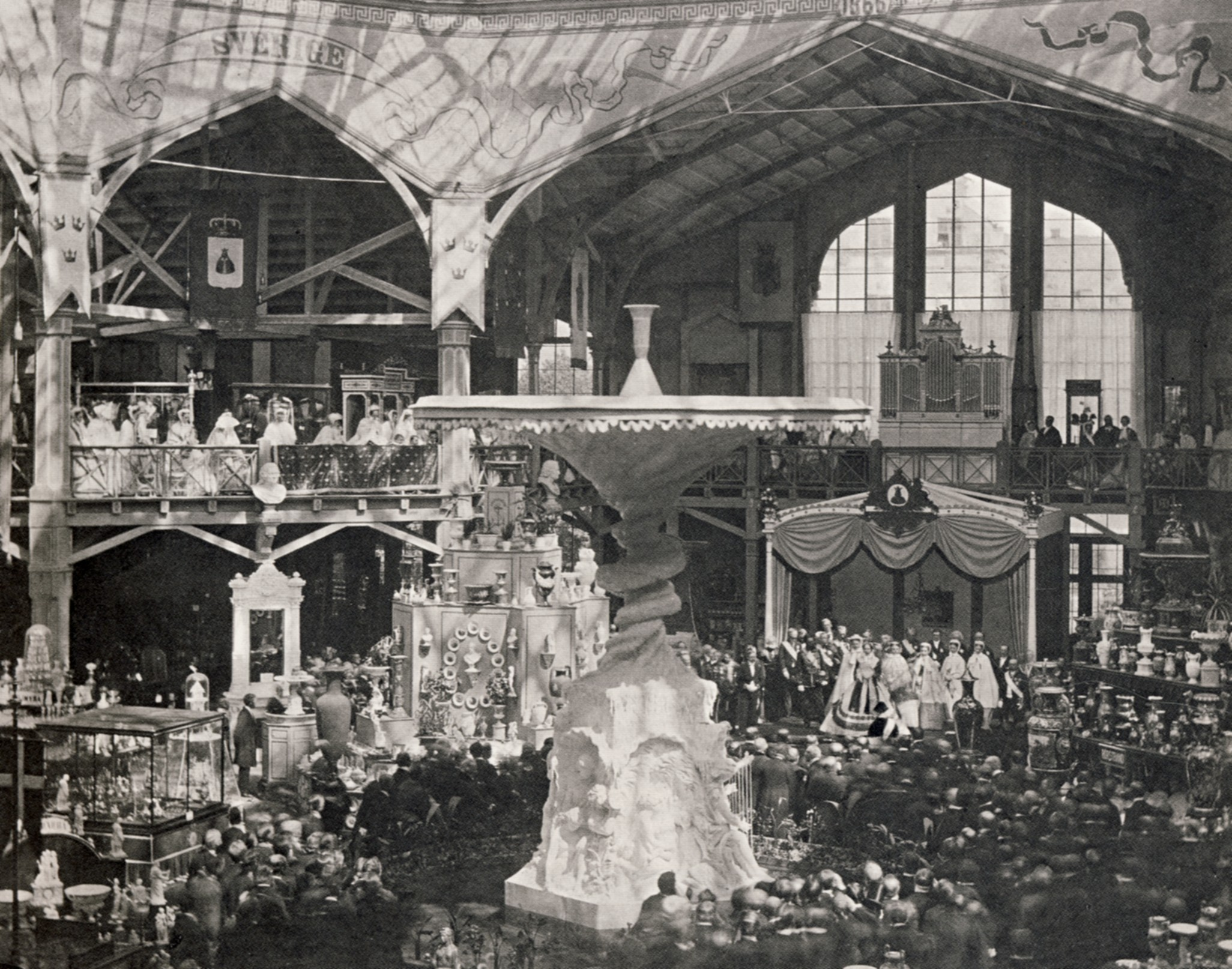
Utställningens industrihall i Kungsträdgården med Molins fontän i gips vid invigningen den 15 juni 1866. Fotograf: Johannes Jaeger.

1866 års allmänna industriutställning i Stockholm var Sveriges första internationella konst- och industriutställning efter europeiskt mönster. Cirka 3 800 utställare från Sverige, Danmark, Finland och Norge deltog. Utställningen hölls i den tillfälliga industrihallen på nuvarande Kungsträdgården och i det nyöppnade Nationalmuseum på Blasieholmen i Stockholm. Utställningen ägde rum mellan den 15 juni och 14 oktober 1866.

## Bakgrund
Efter 1864 var Skandinavismen död som vision om politiskt och militärt samarbete, och i stället satsade man på kulturellt utbyte. Stockholmsutställningen 1866 räknas som en av de första i en serie nordiska utställningar, även om en mindre konst- och industriutställning Expositionen af Svenska Slöjdalster i Stockholm 1851 (Stockholmsutställningen 1851) visade sina produkter redan 1851 i bland annat Brunkebergs hotell. Konstutställningar hade även hållits i Kristiania (Oslo) redan 1857 och 1861. Den följdes av utställningar i Köpenhamn 1872 och 1888 och av Allmänna konst- och industriutställningen 1897 i Stockholm.

## Utställningen

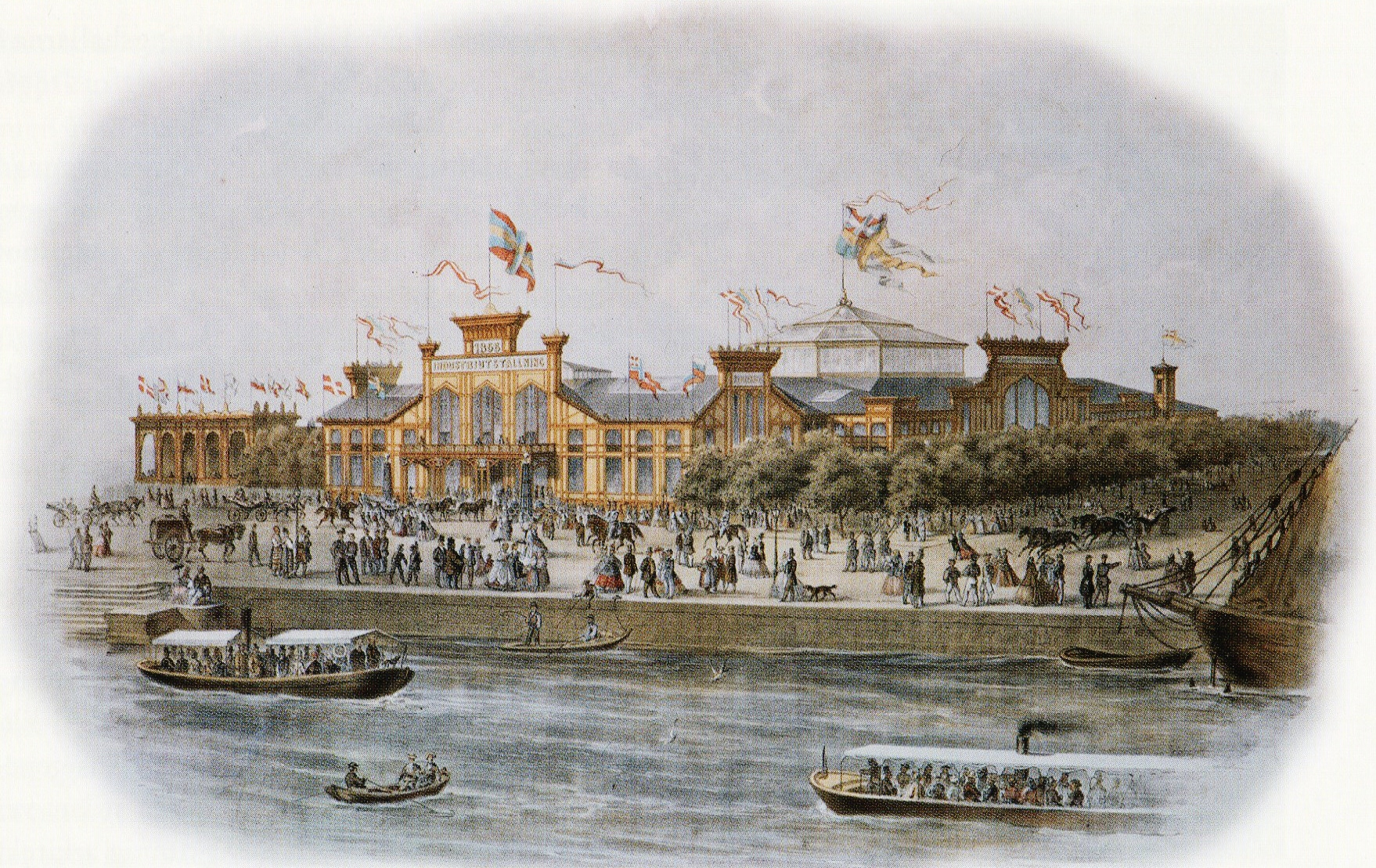
Industripalatset i Kungsträdgården,
Ny Illustrerad Tidning 1866.

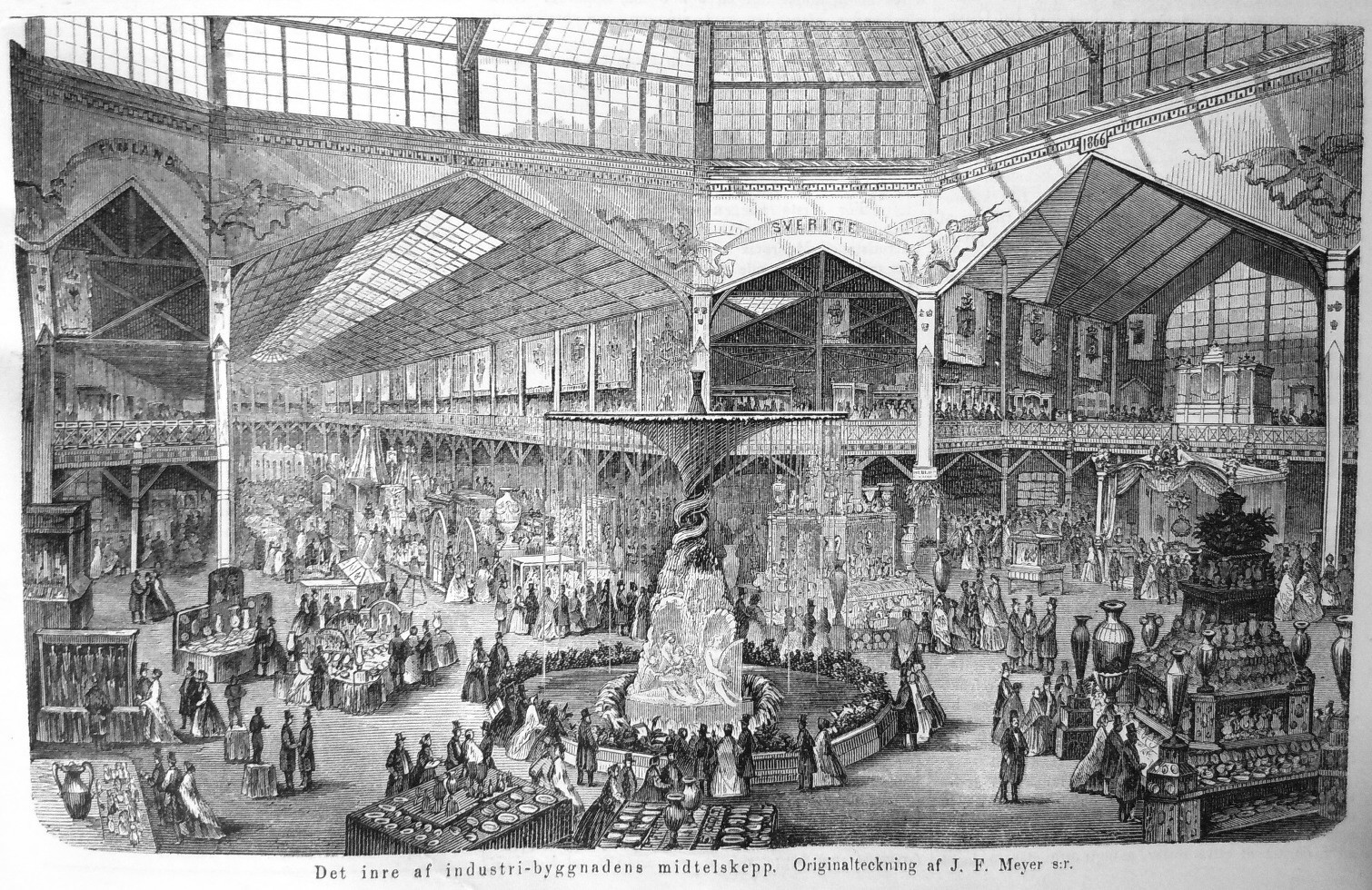
Illustration av industrihallens interiör.

Utställningen blev invigd den 15 juni 1866 av prins Oscar och drottningen Lovisa, eftersom kungen Karl XV var sjuk vid tillfället. Invigningens budskap var att folket skulle lära av tekniken och fostras av konsten, vilket skulle stärka Sverige i den internationella konkurrensen. Vid invigningen tog hovfotografen Johannes Jaeger det som räknas som Sveriges första reportagefotografi. Han var en av utställningens officiella fotografer och hade inom fyra timmar snabbframkallad invigningsbilden samt överlämnad den till den sjuke kungen på Ulriksdals slott. Industriutställningen dokumenterades även i ett häfte (97 sidor) av Lorentz Dietrichson, konstkritiker i Ny Illustrerad Tidning.
Utställningsbyggnaden i Kungsträdgården var uppförd i trä, den centrala hallen hade en åttkantig glasad lanternin. Arkitekt för byggnaden var Adolf W. Edelsvärd, han ritade kort efter utställningen Stockholms centralstation. Bland visade objekt märks även Johan Fredrik Höckerts målning Slottsbranden i Stockholm den 7 maj 1697. Bolinders hade en egen avdelning där man visade en rad gjutjärnsföremål. Det liknade dock mest ett förråd med ditställda gjutjärnspjäser; utställningstekniken var fortfarande underutvecklad. 
I biljettpriset för industriutställningen ingick även ett besök vid tunnelbygget för Södra tunneln under Södermalm, som just pågick för fullt. Utställningens främsta symbol blev en gipsmodell i full skala för Molins fontän. Runt fontänen stod de danska och svenska porslinsfabrikernas montrar. Det fanns även en fungerande fontän på utställningsområdet i Kungsträdgården. Den hade gestaltads av arkitekten Fredrik Wilhelm Scholander och tillverkats i gjutjärn av J. & C. G. Bolinders Mekaniska Verkstad, även kallad Bolinders.
Utställningen blev inte den framgång man hade hoppats på, det blev färre besökare än förväntat och ekonomiskt var det ett stort fiasko. När utställningen avslutades i oktober kunde man konstatera att utgifterna med 400 000 riksdaler översteg inkomsterna kraftigt, dessa stannade vid bara 135 000 riksdaler. Från utlandet kom bara cirka 50 000 besökare, som Nya Dagligt Allehanda uppskattade; man hade räknat med tio gånger så många.

## Efter utställningen
Efter utställningen anlades Kungsträdgården som smyckades med Molins fontän. Fontänen hade uppvisats som gipsmodell på utställningen. Nästa stora utställning blev Allmänna konst- och industriutställningen 1897; hit kom nära två miljoner besökare och ekonomiskt gick denna utställning ihop.

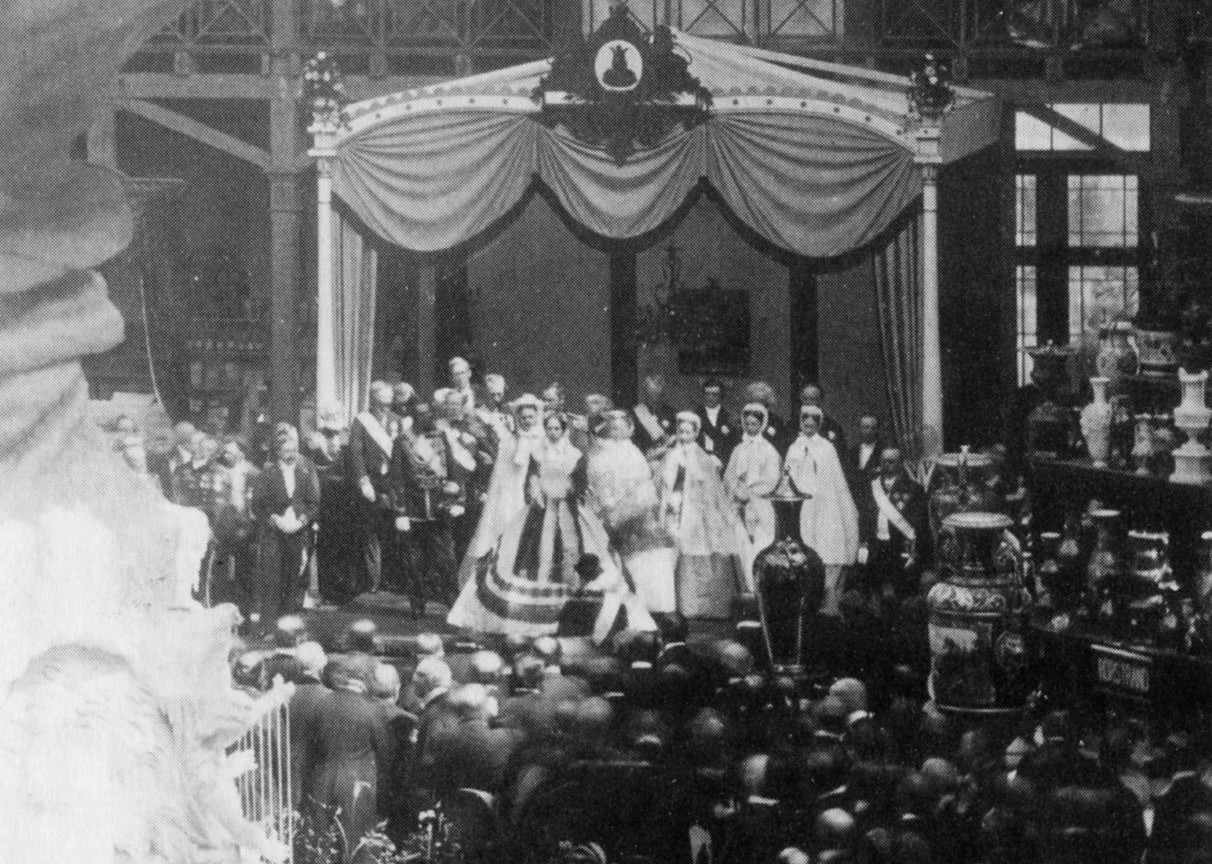
Invigning den 15 juni 1866
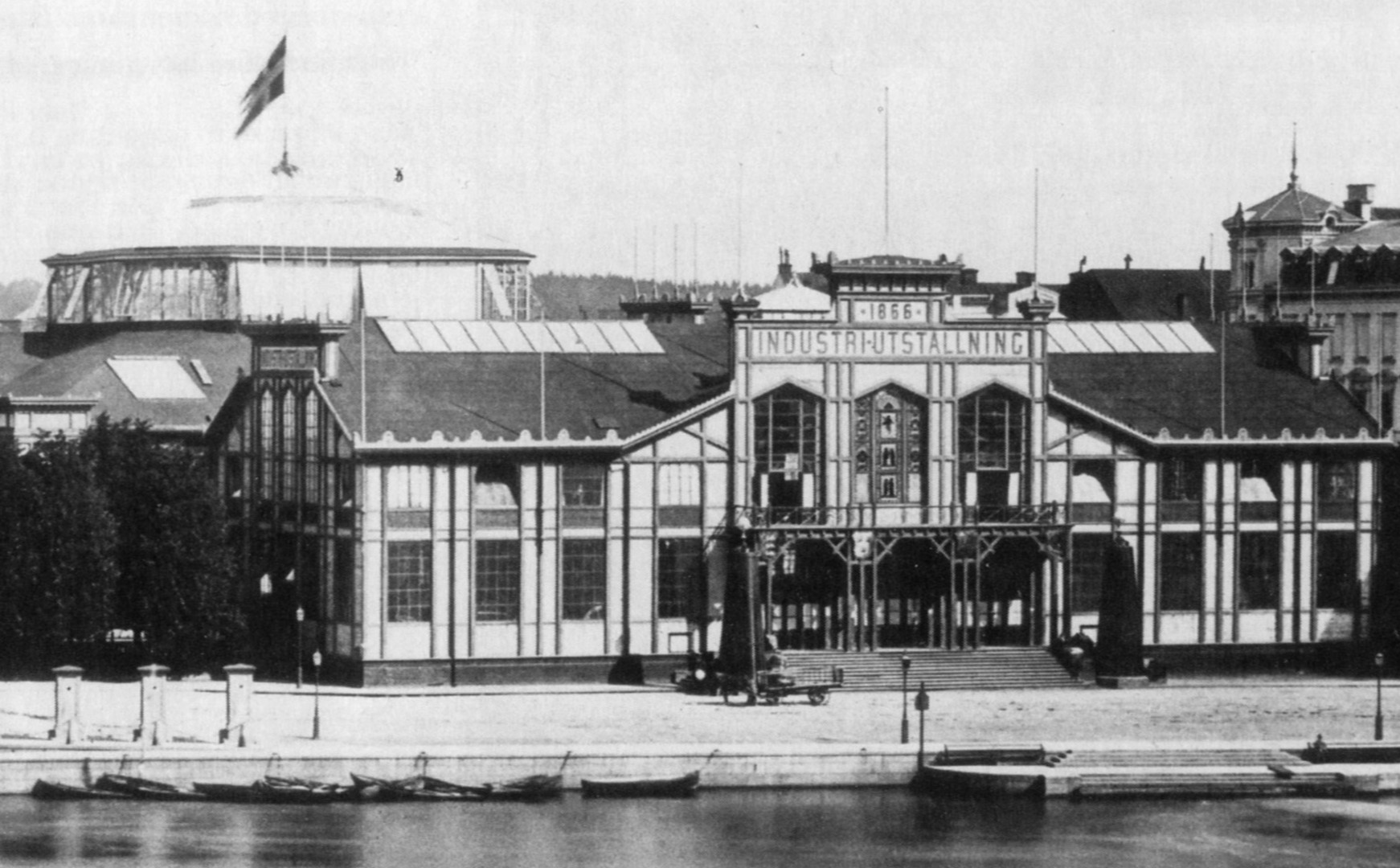
Industrihallen, exteriör
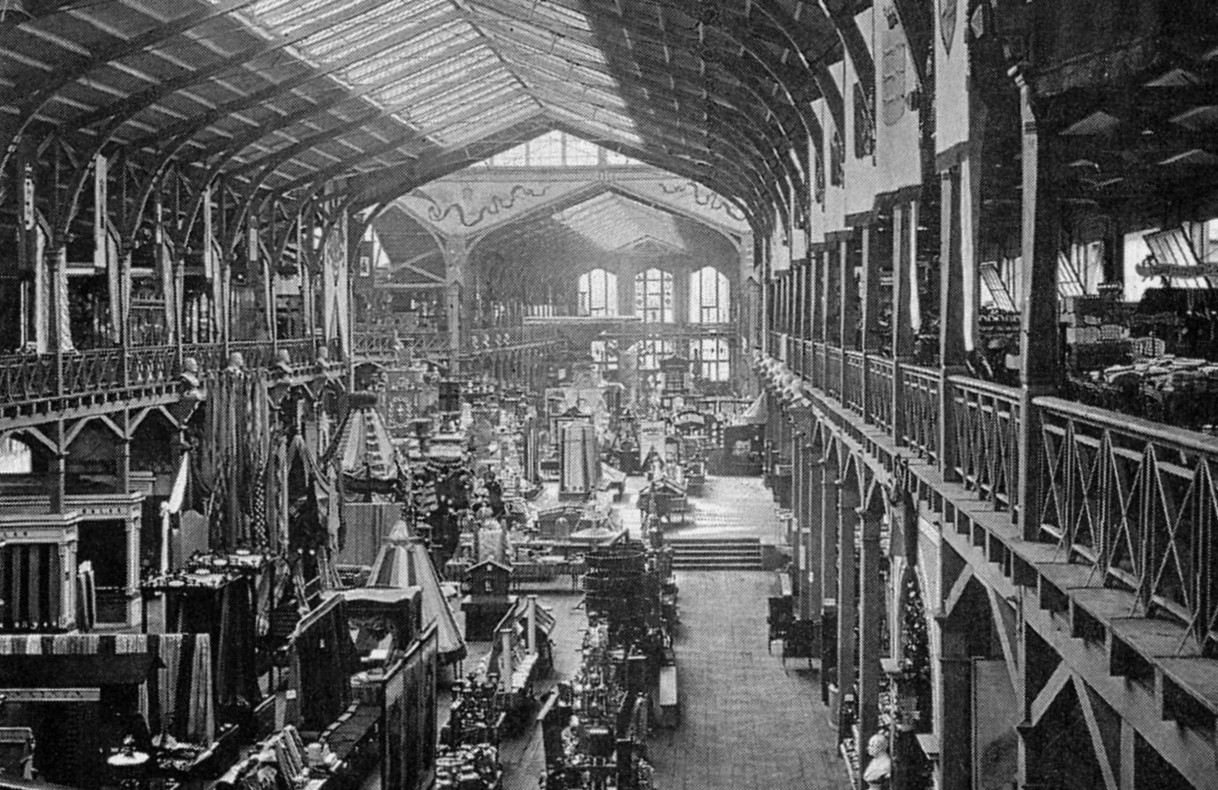
Industrihallen, interiör
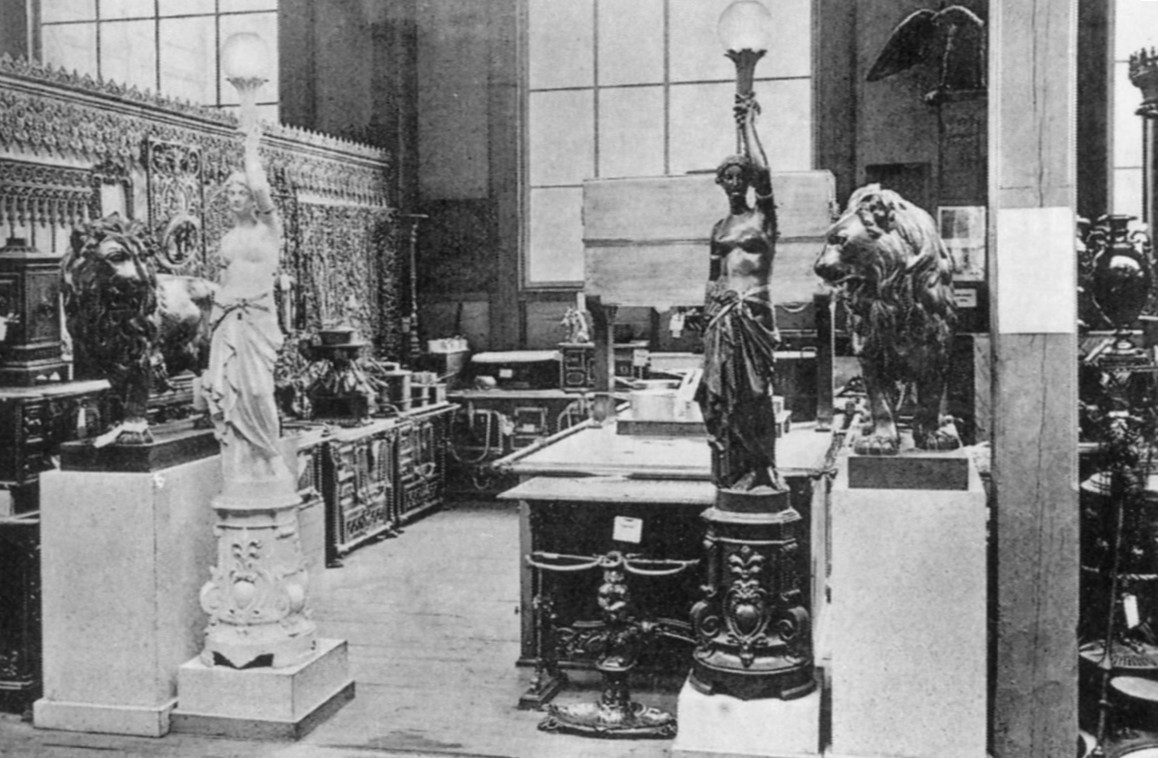
Bolinders avdelning